# 1010-es busz
Az 1010-es jelzésű autóbusz Budapest és Salgótarján között közlekedik, de nem minden autóbusz teszi meg végig az utat, bizonyos járatok Salgótarján helyett Szécsényig, illetve Balassagyarmatig közlekednek, és közben érintik Szendehely, Rétság, Érsekvadkert, Ipolyszög, Őrhalom, Szécsény, Endrefalva és Kishartyán településeket.
Mivel Balassagyarmat és Budapest között nincs közvetlen vasúti kapcsolat (2012-ben szűnt meg a gyorsvonat, az úgynevezett „Palóc IC”), ezért a város és a térség kapcsolatát a fővárossal ütemesen, óránként induló autóbuszok szolgálják ki. Bizonyos napokon (főképpen pénteki és vasárnapi napokon) egy járaton 2, de akár 3 és 4 busz is közlekedhet egyszerre a tömeg miatt.

## Története
Az autóbuszvonal – kezdetben 1020-as számozással – 1927-ben indult Budapest–Vác–Balassagyarmat útvonalon. Budapesti végállomása az Oktogonon volt, szintén innen indultak akkoriban a Bécsbe, Miskolcra, Galyatetőre, Szegedre és Lévára induló buszok. A második világháború alatt a buszok a fronton szolgáltak, így ez a járat is megszűnt és csak a háború végén indult újra. A növekvő forgalmat kielégítve 1949-ben Átadták a Sztálin téri (később Engels tér, ma Erzsébet tér) autóbusz-állomást, ahonnan már a maihoz közel megegyező, Budapest–Vác–Balassagyarmat–Salgótarján útvonalon. 1988-ban, az Árpád híd autóbusz-állomás megnyitása után a Budapest–Szentendre–Visegrád–Esztergom vonalcsoporttal együtt a Balassagyarmatra és Salgótarjánba közlekedő járatok is átköltöztek.
2001. november 20-án a vonalon közlekedő Volánbusz Ikarus 256 autóbuszába hajtott egy kamion Rétságon, miközben az a megállóban utascserét végzett. A balesetben öten a helyszínen, egy ember a kórházban életét vesztette, tizenketten pedig súlyos sérülést szenvedtek.
2007-től már Balassagyarmaton az új autóbusz-állomáson áll meg. 2010 augusztusától Budapesten az Árpád híd helyett Újpest-Városkapuig közlekedik. 2014 szeptemberétől betér Rétságon az autóbusz-fordulóba.
A könnyebb tájékozódásra hivatkozva 2024. december 15-től a Váctól közlekedő járatok új 360-as, 361-es, 362-es és 363-as jelzéseket kaptak, ezzel együtt a Budapesttől Vácon át közlekedő járatok átkerültek az 1013-as viszonylatba, az 1010-es viszonylat járatai pedig megkapták az országos járat besorolást.

## Járművek
Az autóbusz Budapest és Balassagyarmat, illetve a Budapest és Salgótarján közötti járatain egyaránt megtalálható a Volánbusz Credo Inovell 12, Volvo 8900 és Alfa Regio autóbuszai.
A Vác–Balassagyarmat és Vác–Salgótarján közötti járatokon hasonló típusú buszok is közlekednek, mint a budapesti járatokon, ezeken kívül Credo Econell 12, Setra S 415, Volvo 8500 és Volvo 8900 autóbuszok is.

## Megállóhelyei
| 0 | Budapest, Újpest-Városkapu                | 104, 104A, 121, 122E, 196, 196A, 204 300, 302, 303, 305, 308, 309, 310, 312, 313, 314, 315, 316, 318, 319, 320, 321, 872, 880, 882, 883, 884, 889, 890, 893 1011, 1013, 1014 S72 Z72 S76 (Újpest)                                                                   |
| Csak a Vácon át közlekedő járatok                                                                      |                                           | |
| 1 | Vác, Földváry tér                         | 300, 342, 343, 345, 348, 365, 371, 455 1013 |
| 2 | Vác, autóbusz-állomás                     | 300, 314, 328, 329, 330, 331, 332, 333, 334, 335, 337, 338, 339, 342, 343, 345, 347, 348, 350, 351, 361, 362, 363, 364, 365, 371, 455 1013 S70 G70 Z70 S71 G71 S77 S750 EC, EN (Vác)                                                                                |
| 3 | Vác, autójavító                           | 328, 329, 330, 331, 332, 342, 347, 350, 351, 361, 362, 364, 365, 455 1013 |
| 4 | Vác, Oktatási Centrum                     | 328, 329, 330, 331, 332, 350, 351, 362 1013 S750 (Kisvác) |
| 5 | Vác, DDC főbejárat                        | 328, 329, 330, 331, 332, 350, 351, 362 1013 |
| 6 | Vác, transzformátor állomás               | 329, 330, 331, 350, 351 1013 |
| 7 | Sejcei elágazás                           | 329, 330, 331 1013 |
| 8 | Szendehely-Katalinpuszta                  | 328, 329, 330, 331, 332 1011, 1012, 1013, 1014 |
| 9 | Szendehely, általános iskola              | 328, 329, 330, 331, 332 1011, 1012, 1013, 1014 |
| 10 | Nőtincsi elágazás                         | 328, 329, 330, 331, 332, 336 1012, 1013, 3336 |
| 11 | Rétság, Pusztaszántói út                  | 328, 332, 336 1011, 1012, 1013, 3271, 3286, 3336 |
| 12 | Rétság, rendőrség                         | 328, 332, 336, 1013, 3271, 3286, 3329, 3336 |
| 13 | Rétság, autóbusz-forduló                  | 328, 329, 332, 336, 337 1011, 1012, 1013, 1014, 3271, 3286, 3313, 3327, 3329, 3334, 3336, 3340, 3342, 3343, 3345, 3346 |
| 14 | Romhányi elágazás                         | 328, 329, 332, 337 1013, 3271, 3313, 3327, 3329, 3334, 3336, 3340, 3342, 3343, 3345, 3346 |
| 15 | Tereskei elágazás                         | 1011, 1012, 1013, 3313, 3327, 3336, 3340, 3342, 3343 |
| Csak a Tereskén át közlekedő járatok, és nem érintik Pusztaberki elágazót és Érsekvadkert, sportpályát |                                           | |
| 16 | Tereske, újtelep                          | 3327, 3340, 3342 |
| 17 | Tereske, központ                          | 3327, 3340 |
| 18 | Szátok, Szabadság utca 10.                | 3327, 3340 |
| 19 | Szátok, tereskei elágazás                 | 1013, 3327, 3332, 3340 |
| 20 | Érsekvadkert, Rákóczi út, Alvég           | 1013, 3332, 3340 |
| 21 | Pusztaberki elágazó                       | 1011, 1012, 1013, 3313, 3336, 3340, 3343 |
| 22 | Érsekvadkert, sportpálya                  | 1013, 3313, 3336, 3340 |
| 23 | Érsekvadkert, központ                     | 1011, 1012, 1013, 3313, 3332, 3336, 3340, 3342, 3345 |
| 24 | Érsekvadkert, Szentlőrincpuszta           | 3313, 3332, 3336, 3340 |
| 25 | Dejtári elágazás                          | 1012, 3313, 3332, 3340, 3342, 3343, 3344, 3345, 3346 |
| 26 | Ipolyszög, vasúti megállóhely bejárati út | 1012, 3313, 3332, 3336, 3340, 3341, 3342, 3343, 3344, 3345, 3346 S750 (Ipolyszög) |
| 27 | Ipolyszög, bejárati út                    | 1011, 1012, 3313, 3332, 3336, 3340, 3341, 3342, 3343, 3344, 3345, 3346 |
| 28 | Balassagyarmat, Újkóvár                   | 3313, 3332, 3336, 3340, 3341, 3342, 3343, 3344, 3345, 3346 |
| 29 | Balassagyarmat, strand                    | 3, 3C, 4, 6, 9A 3313, 3332, 3336, 3340, 3341, 3342, 3343, 3344, 3345, 3346 |
| 30 | Balassagyarmat, Lidl áruház               | 1C, 3, 3C, 4, 6, 6A, 7, 7B, 8, 9, 9A, 9B 1011, 1012, 3313, 3314, 3332, 3336, 3340, 3342, 3343, 3344, 3345, 3346 |
| 31 | Balassagyarmat, autóbusz-állomás          | 1A, 2C, 4, 6, 6A, 8, 8A, 9A 360, 361, 460 1011, 1012, 1013, 1306, 1308, 3080, 3081, 3084, 3216, 3305, 3308, 3312, 3313, 3314, 3315, 3318, 3320, 3321, 3322, 3323, 3325, 3326, 3329, 3332, 3336, 3340, 3342, 3343, 3344, 3345, 3346                                  |
| 32 | Balassagyarmat, Rákóczi út 72.            | 1, 1A, 1C, 2, 4, 6, 6A, 7, 7A, 7B, 8, 8A, 9, 9A, 9B 3080, 3081, 3084, 3305, 3308 |
| 33 | Balassagyarmat, kórház                    | 1, 2, 4, 6A, 7, 7A, 7B, 8, 8C, 9, 9B 1011, 1012, 3080, 3081, 3084, 3305 |
| 34 | Őrhalom, Mária-major                      | 1012, 3080, 3081, 3084, 3305 |
| 35 | Őrhalom, Mária-kápolna                    | 1012, 3080, 3081, 3084, 3305 |
| 36 | Őrhalom, iskola                           | 1011, 1012, 3080, 3081, 3084, 3305, 3308 |
| 37 | Őrhalom, csitári elágazás                 | 1012, 3080, 3081, 3084, 3305, 3308 |
| 38 | Hugyagi elágazás                          | 1012, 3080, 3081, 3084, 3305, 3308 |
| 39 | Szécsény, újtelep                         | 1011, 1012, 3080, 3081, 3084, 3308 |
| 40 | Szécsény, autóbusz-állomás                | 1011, 1012, 3072, 3075, 3080, 3081, 3082, 3084, 3308, 3355, 3360, 3365 |
| 41 | Szécsény, vasútállomás bejárati út        | 1011, 3072, 3075, 3080, 3081, 3082, 3084 S790 (Szécsény) |
| 42 | Szécsény, Magyargéci elágazás             | 3072, 3075, 3080, 3081, 3082 |
| 43 | Endrefalva, Besztercebánya út             | 3072, 3080, 3081, 3082 |
| 44 | Endrefalva, központ                       | 3072, 3080, 3081, 3082 |
| 45 | Endrefalva, Babat                         | 3072, 3080, 3081, 3082 |
| 46 | Piliny, Felső elágazás                    | 3072, 3080, 3081, 3082 |
| 47 | Szalmatercs                               | 3072, 3080, 3081, 3082 |
| 48 | Karancsság, bejárati út                   | 3072, 3080, 3081, 3082 |
| 49 | Karancsság, Rákóczi út                    | 3072, 3080, 3081, 3082 |
| 50 | Karancsság, újtelep                       | 3072, 3080, 3081, 3082 |
| 51 | Ságújfalu, Zrínyi út                      | 3072, 3080, 3081, 3082 |
| 52 | Ságújfalu, szövetkezeti italbolt          | 3072, 3080, 3081, 3082 |
| 53 | Ságújfalu, újtelep                        | 3072, 3080, 3081, 3082 |
| 54 | Kishartyán, Rákóczi út 12.                | 3072, 3080, 3081, 3082 |
| 55 | Kishartyán, központ                       | 1012, 3072, 3075, 3080, 3081, 3082 |
| 56 | Kishartyán, Rákóczi út 79.                | 3072, 3075, 3080, 3081, 3082 |
| 57 | Kishartyán, Kőkútpuszta                   | 3072, 3075, 3080, 3081, 3082 |
| 58 | Salgótarján, Csókáspuszta                 | 3072, 3075, 3080, 3081, 3082 |
| 57 | Salgótarján, csókási erdészház            | 3072, 3075, 3080, 3081, 3082 |
| 58 | Salgótarján, szécsényi útelágazás         | 9, 13, 19, 63, 63S 1012, 1020, 1021, 1305, 1307, 1351, 1384, 3038, 3045, 3051, 3052, 3055, 3058, 3060, 3061, 3062, 3063, 3064, 3065, 3066, 3070, 3072, 3075, 3080, 3081, 3082, 3126                                                                                 |
| 59 | Salgótarján (Zagyvapálfalva), felüljáró   | 9, 13, 19, 63, 63S 1012, 1020, 1021, 1305, 1307, 1351, 1384, 1447, 3038, 3045, 3051, 3052, 3055, 3058, 3060, 3061, 3062, 3063, 3064, 3065, 3066, 3070, 3072, 3075, 3080, 3081, 3082, 3126                                                                           |
| 60 | Salgótarján, baglyasaljai felüljáró       | 3C 1012, 1020, 1021, 1305, 1307, 1351, 1354, 1384, 3038, 3051, 3052, 3058, 3060, 3064, 3070, 3080, 3126 |
| 61 | Salgótarján, autóbusz-állomás             | 1012, 1020, 1021, 1301, 1305, 1307, 1347, 1349, 1351, 1352, 1354, 1384, 1447, 3015, 3022, 3024, 3030, 3034, 3038, 3044, 3045, 3051, 3052, 3055, 3058, 3060, 3064, 3066, 3070, 3072, 3075, 3080, 3081, 3082, 3084, 3090, 3092, 3094, 3126 személyvonat (Salgótarján) |

## Járatok
A hetek első munkanapját megelőző napokon a Volánbusz 15:30-kor Újpest-Városkapuról - a 149-es számú járattal egy időben - 51-es járatszámmal buszt indít Balassagyarmatig, közbeeső megállók nélkül, így ennek a járatnak a menetideje 90 perc helyett csak 80 perc.
| 1010-es busz járatai                      | 1010-es busz járatai            | 1010-es busz járatai             |
| Útvonal                                   | Járatszám                       | Járatszám                        |
| Útvonal                                   | oda irány                       | ellenkező irány                  |
| ----------------------------------------- | ------------------------------- | -------------------------------- |
| Budapest – – Balassagyarmat               | 9, 17, 27, 51, 67, 83, 145, 263 | 12, 36, 44, 52, 60, 96, 120, 128 |
| Vác – Tereske – Balassagyarmat            | 7, 15, 37, 65, 125, 143, 153    | 42, 58, 66, 70, 134, 150         |
| Budapest – – Salgótarján                  | 5, 23, 35, 113, 149, 161        | 40, 48, 64, 68, 132, 156         |
| Budapest – – Szécsény                     | 59, 71, 79, 163                 | 4, 8, 20, 86                     |
| Vác – Rétság                              | 19, 21, 29, 39, 131             | 22, 38, 46, 252                  |
| Vác – Tereske – Érsekvadkert              | 69, 73                          | 2, 6, 14, 16                     |
| Vác – Érsekvadkert                        | 41, 55                          | 24, 30, 54, 62                   |
| Budapest – Vác – Szécsény                 | 75                              | 84, 88                           |
| Vác – Salgótarján                         | 1, 111, 133                     | –                                |
| Vác – Balassagyarmat                      | 147                             | 118                              |
| Budapest – Vác – Tereske – Érsekvadkert   | 57                              | 90                               |
| Budapest – Vác – Balassagyarmat           | –                               | 182                              |
| Budapest – Vác – Tereske – Balassagyarmat | 43                              | –                                |
| Budapest – – Érsekvadkert                 | –                               | 80                               |
| Budapest – Vác – Érsekvadkert             | 77                              | –                                |
| Budapest – Rétság                         | –                               | 10                               |
| Vác – Tereske – Salgótarján               | –                               | 126                              |
| Rétság – Balassagyarmat                   | 103                             | –                                |
| Érsekvadkert – Balassagyarmat             | –                               | 94                               |

## Képgaléria

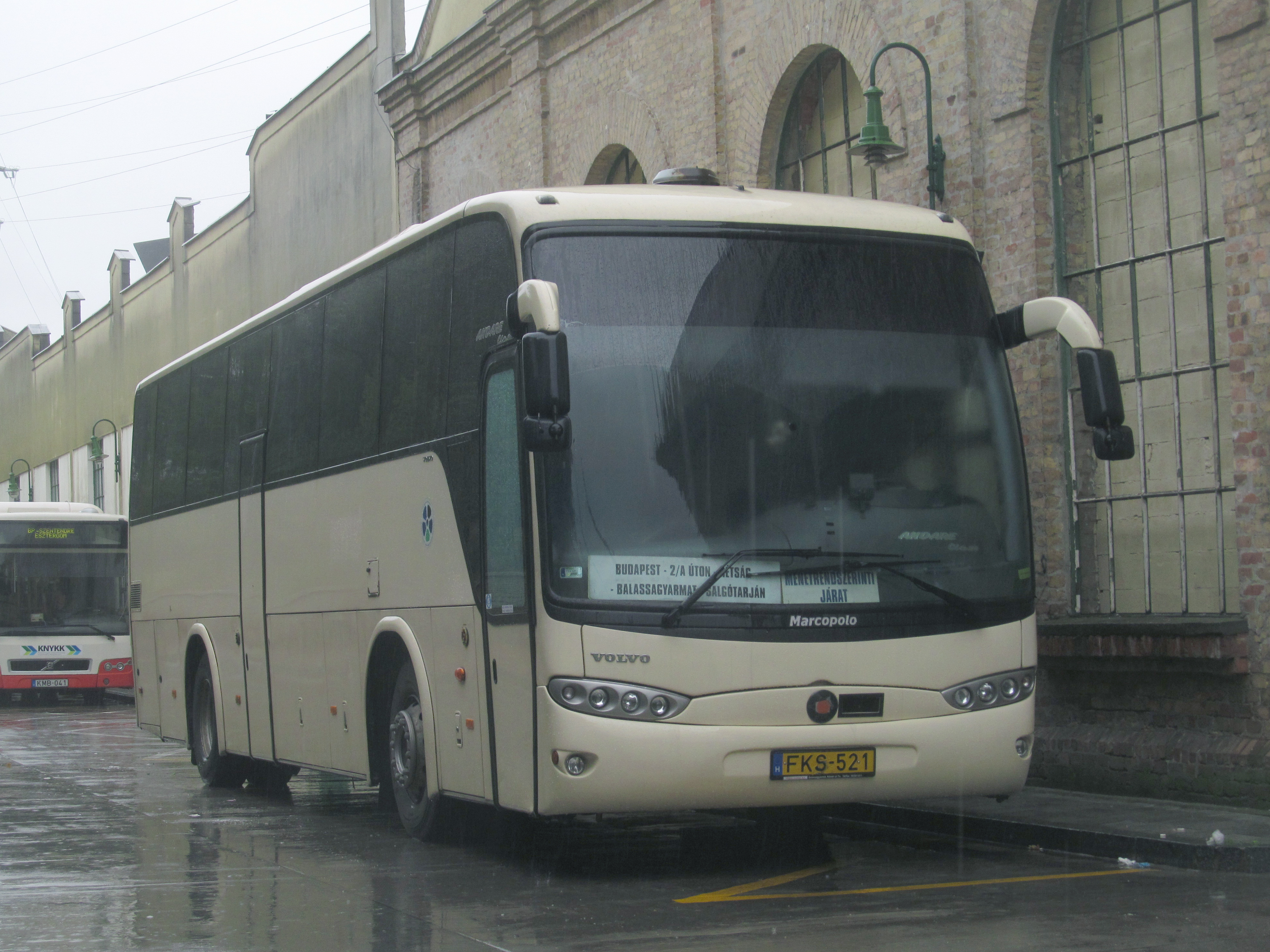
Marcopolo Andare Class Újpest-városkapunál
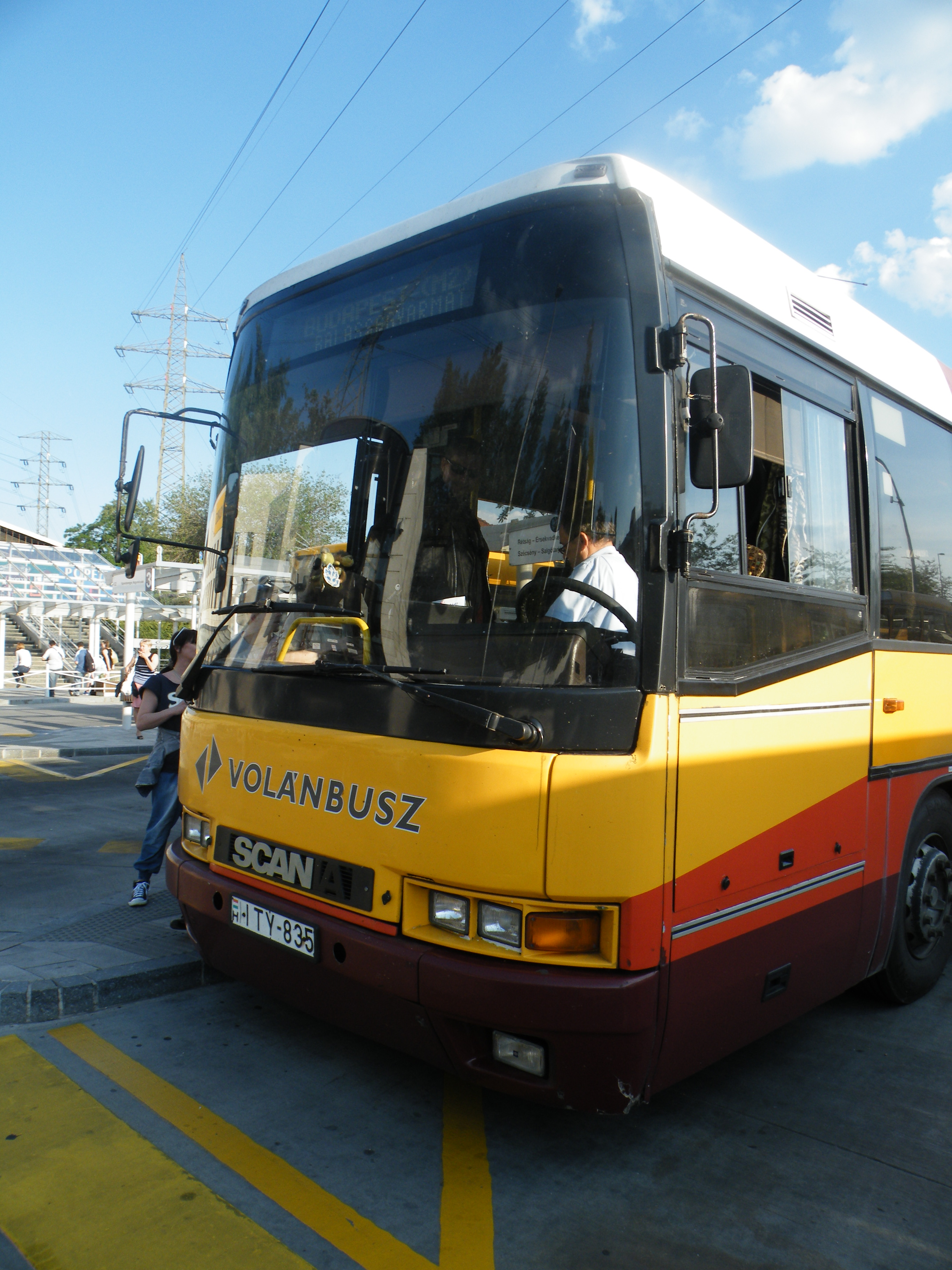
Ikarus E95 Újpest-városkapunál
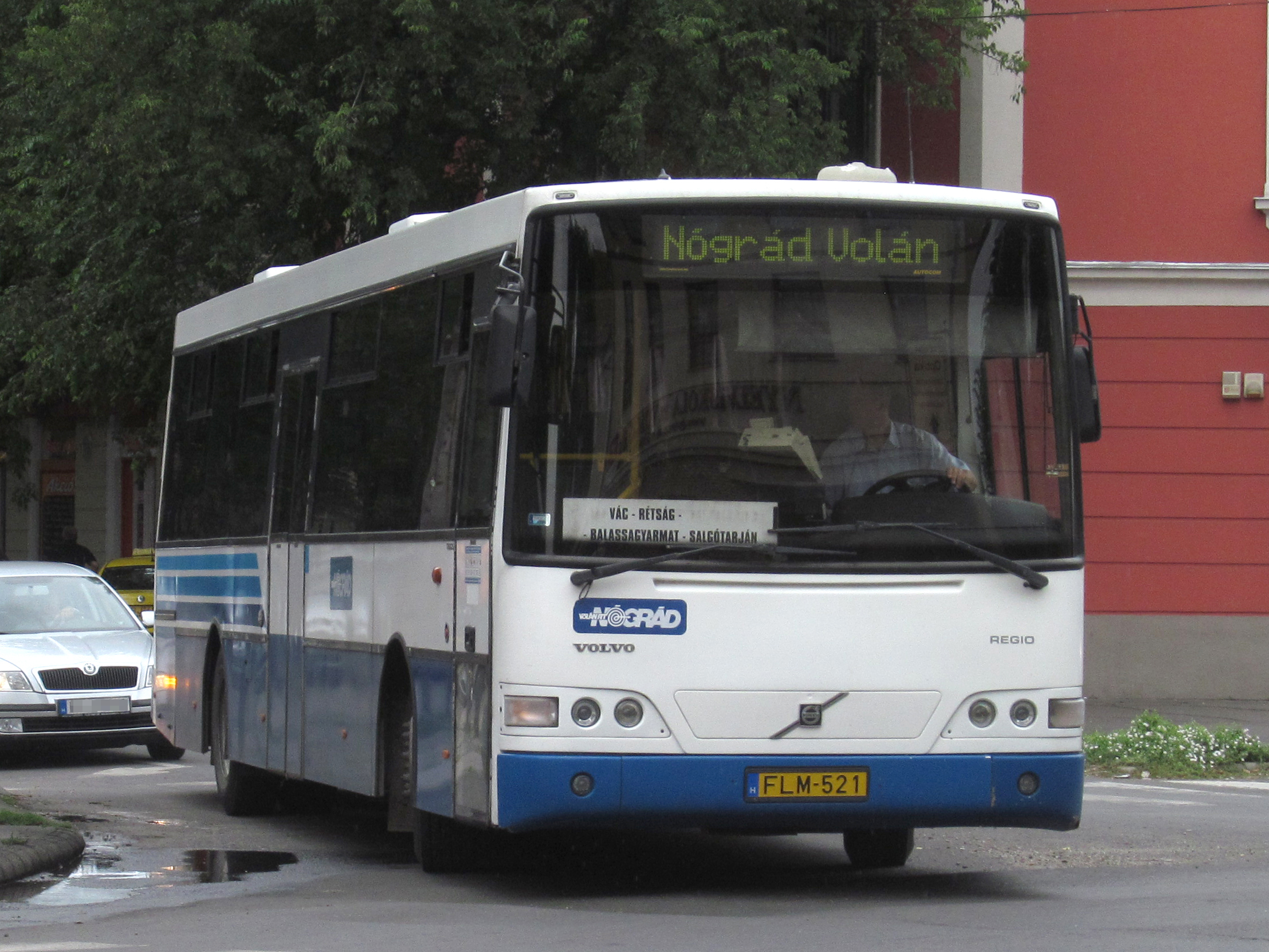
Alfa Regio Vácott